# ویکتور مانوئل
ویکتور مانوئل (انگلیسی: Víctor Manuelle؛ زادهٔ ۲۷ سپتامبر ۱۹۶۸) یک موسیقی‌دان اهل ایالات متحده آمریکا و پورتوریکو است. وی از سال ۱۹۸۷ میلادی تاکنون مشغول فعالیت بوده‌است.
از فیلم‌ها یا برنامه‌های تلویزیونی که وی در آن نقش داشته است می‌توان به ال کانتانته اشاره کرد.